# Tricentra percrocea
Tricentra percrocea là một loài bướm đêm trong họ Geometridae.